# 유장안
유장안(柳長安, 일본식 이름: 柳川長安)은 한국의 연극인이며 영화감독이다.

## 생애
초창기 영화계에서 활동하면서 1928년 《지나가(支那街)의 비밀》과 《나의 친구여》라는 영화를 연출했다. 한국 최초의 여배우 이월화가 여주인공을 맡고 나웅, 서월영, 복혜숙이 출연한 《지나가의 비밀》은 주인공이 악당들을 때려눕히고 만주에서 몸을 팔며 고생하는 한국 처녀를 구출해 온다는 줄거리이며, 촬영기사였던 유장안이 대륙키네마에서 제작한 이 영화의 시나리오를 쓰고 연출도 한 것으로 기록되어 있다.
일제강점기 말기에는 친일 연극 단체인 조선연극문화협회에 가맹한 이동극단의 제1대 대표였다. 이동극단은 조선연극문화협회의 주요 사업 중 하나였으며, 지방을 돌면서 총독부의 시책을 설명하고 전쟁 지원을 역설하는 내용의 친일 연극을 가설 무대에서 공연하도록 지원받았다.
유장안이 대표를 맡은 이동극단은 1941년 9월부터 활동을 개시하여 1943년 1월까지 1년 반 동안 약 260회의 이동 공연을 하며 42만 명의 관객을 동원했다..
2008년 민족문제연구소가 선정한 친일인명사전 수록예정자 명단 연극/영화 부문에 포함되었다.

## 참고자료
- 이재명, 〈조선연극문화협회의 활동을 통해서 본 친일 연극〉 (친일반민족행위진상규명위원회 2005년 하반기 워크숍)